# 트리나 맥기

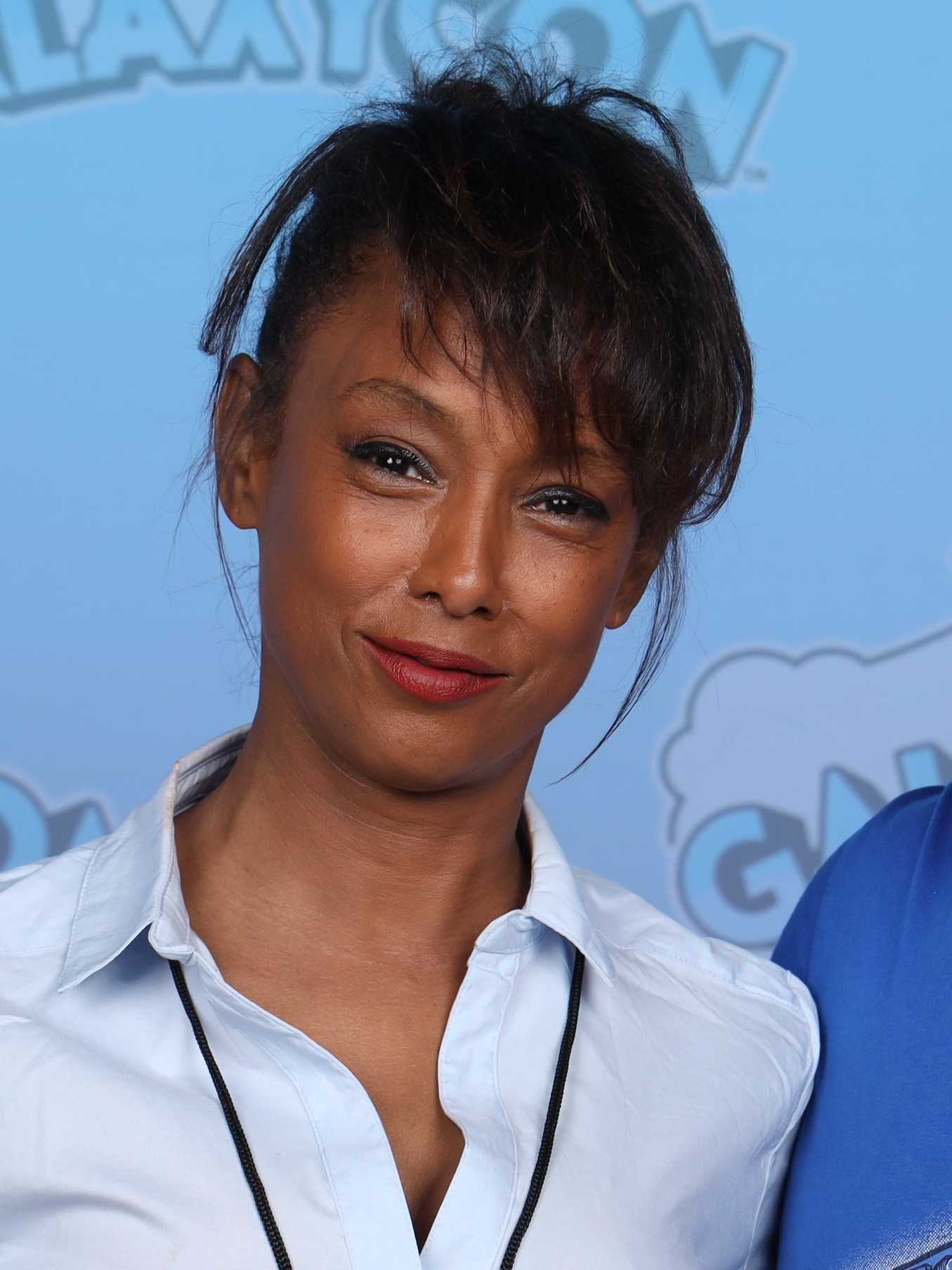

트리나 맥기(Trina McGee, 1969년 9월 6일 ~ )는 미국의 배우, 텔레비전 배우, 모델, 영화배우이다.
브롱크스에서 태어났다.

## 영화
- 데이라잇 (1996년) - 라토냐 역
- 버드케이지 (1996년)
- 보이 미츠 월드 (1993년)